# Talorchestia zachsi
Talorchestia zachsi är en kräftdjursart. Talorchestia zachsi ingår i släktet Talorchestia och familjen tångloppor. Inga underarter finns listade i Catalogue of Life.